# Beyharting
Beyharting ist ein Gemeindeteil von Tuntenhausen im oberbayerischen Landkreis Rosenheim. Am 1. Mai 1978 wurde die ehemals selbständige Gemeinde Beyharting in die Gemeinde Tuntenhausen eingegliedert.
Das Pfarrdorf Beyharting liegt circa zwei Kilometer südwestlich von Tuntenhausen an der Kreuzung der Staatsstraßen 2089 und 2358.

## Baudenkmäler
Siehe auch: Liste der Baudenkmäler in Beyharting
- Ehemalige Augustinerchorherren-Stiftskirche St. Johann Baptist des Klosters Beyharting